# Cassipourea thomassettii
Cassipourea thomassettii är en tvåhjärtbladig växtart som först beskrevs av William Botting Hemsley, och fick sitt nu gällande namn av Arthur Hugh Garfit Alston. Cassipourea thomassettii ingår i släktet Cassipourea, och familjen Rhizophoraceae. Inga underarter finns listade i Catalogue of Life.